# Madeline Bell
Madeline Bell, född 23 juli 1942 i Newark, New Jersey, är en amerikansk jazz- och soulsångerska. Hennes första hit var en cover på Dee Dee Warwicks låt "I'm Gonna Make You Love Me" 1968. Låten blev en topp 30-hit i USA. Hon var mer populär i Storbritannien än i USA efter den låten. Hon bildade gruppen Blue Mink i Storbritannien. Blue Mink hade hits som "Melting Pot", "Good Morning Freedom Banner", "Man Stay With Me" och "Randy". Gruppen upplöstes 1974.

## Diskografi (urval)
Soloalbum
- Bell's a Poppin' (1967)
- Doin' Things (1968)
- I'm Gonna Make You Love Me (1968)
- Madeline Bell (1971)
- 16 Star Tracks By Madeline Bell (1971) (samlingsalbum)
- Comin' Atcha (1973)
- This Is One Girl (1976)
- Have You Met Miss Bell? (1993) (som Madeline Bell & The Swingmates)
- Beat out That Rhythm on a Drum' (1998)
- Girl Talk (1999)
- Blessed (2000)
- Soulmates (2003)

Solosinglar
- "Don't Cross Over To My Side Of The Street" / "You Don't Want Me No More" (1964)
- "Don't Cry My Heart" / "Daytime" (1965)
- "What The World Needs Now Is Love" / "I Can't Wait To See My Baby's Face" (1965)
- "Don't Come Running To Me" / "I Really Got Carried Away" (1966)
- "Picture Me Gone" / "Go Ahead On" (1967)
- "I'm Gonna Make You Love Me" / "I'm Gonna Leave You" (1967)
- "Climb Ev'ry Mountain" / "It Makes No Difference Now" (1967)
- "Thinkin' " / "Don't Give Your Love Away" (1968)
- "Hold It" / "What'm I Supposed To Do" (1968)
- "Step Inside Love" / "What'm I Supposed To Do" (1968)
- "We're So Much In Love" / "How Much Do I Love You" (1970)
- "I'm So Glad" / "Another Girl" (1973)
- "Dance Dance Dance" / "It Happened One Night" (1976)
- "Wonderfuel Gas!" (1982) (flexi-disk)

Övrigt
- The Voice Of Soul (1976) (delad album med Alan Parker)
- The Young Verdi (1988) (album: The New London Chorale med Vicki Brown, Madeline Bell, Gordon Neville)
- "East Side, West Side" / "Love Finds A Way To Get Through" (1982) (singel: Madeline Bell och David Martin)
- "I'm Not Really Me Without You" / "Whatever The Time Of Day" (1982) (singel: Madeline Bell och David Martin)
- "Standing By" / "Sunshine" (1988) (singel: The New London Chorale med Madeline Bell)
- "Listen To The Voice" / "It's A Jungle Out There" (1996) (singel med Guy Fletcher och Madeline Bell)
- "That's What Friends Are For" (2002) (delad singel: Madeline Bell / Alan Parker)

Se också diskografi Blue Mink.